# Live in Paris 1975
Live in Paris 1975 uživo je album britanskog hard rock sastava Deep Purple, kojeg 2001. godine, objavljuje diskografska kuća 'Purple Records'. Materijal je snimljen 7. travnja 1975. godine u Parizu i trebao je biti izdan prije njihovog studijskog albuma Come Taste the Band, ali nije objavljen sve do 2001.
Početkom 1975. godine, Purpleov gitarista Ritchie Blackmore odlazi iz sastava kako bi snimio svoj prvi album sa svojom novom skupinom Rainbow. Stoga je njihov nastup u Parizu povijesni događaj pošto je to bio posljednji koncert na kojemu je svirao Blackmore kao član Deep Purplea (dok se ponovo nisu okupili 1984. godine). Skladbe koje se nalaze na albumu većinom su s albuma Burn, Stormbringer (koje su se rijetko izvodile na sceni), i neke izvedbe postave MK III koje su izvedene posljednji put. Također kao posljednje Purpleove izvedbe tu se nalaze još skladbe "The Gypsy", "Lady Double Dealer", "Mistreated" i "You Fool No One, iako su ih sastavi Rainbow i Whitesnake često izvodili na svojim koncertima.

## Popis pjesama

### Disk prvi
1. "Burn" (David Coverdale, Ritchie Blackmore, Jon Lord, Ian Paice) – 9:46
2. "Stormbringer" (Coverdale, Blackmore) – 5:12
3. "The Gypsy" (Coverdale, Blackmore, Lord, Paice) – 6:11
4. "Lady Double Dealer" (Coverdale, Blackmore) –  4:35
5. "Mistreated" (Coverdale, Blackmore) – 12:49
6. "Smoke on the Water" (Ian Gillan, Blackmore, Roger Glover, Lord, Paice) – 11:10
7. "You Fool No One" (Coverdale, Blackmore, Lord, Paice) – 19:30

### Disk drugi
1. "Space Truckin'" (Gillan, Blackmore, Glover, Lord, Paice) – 21:21
2. "Going Down" (Don Nix) – 5:19
3. "Highway Star" (Gillan, Blackmore, Glover, Lord, Paice) – 11:33

## Izvođači
- David Coverdale – prvi vokal
- Ritchie Blackmore – gitara
- Glenn Hughes – bas-gitara, vokal
- Jon Lord – orgulje, klavijature
- Ian Paice – bubnjevi

## Vanjske poveznice
- Purplerecords.net
- Deep-purple.net